# 粟田彰常
粟田 彰常（あわた あきつね、1920年〈大正9年〉5月13日 - 2006年〈平成18年〉8月30日）は、日本の皇族、華族、陸軍軍人。陸軍大将東久邇宮稔彦王の第3王子。母は、明治天皇第9皇女・聡子内親王。兄に盛厚王、師正王、弟に俊彦王がいる。階級は陸軍大尉、勲等は勲一等旭日桐花大綬章、爵位は侯爵。皇族時代は、彰常王（あきつねおう）と称された。

## 生涯
1920年（大正9年）5月13日、 東久邇宮稔彦王と同妃聡子内親王の第3男男子として生まれる。1940年（昭和15年）5月13日に皇族議員として貴族院議員となり、同年9月陸軍士官学校（54期）を卒業する。翌月の10月25日願による臣籍降下が認められ、昭和天皇から粟田の氏を賜り、侯爵の爵位を授けられ華族に列せられ貴族院議員の資格が消滅。賜った粟田の氏の由来は、彰常の祖父にあたる久邇宮朝彦親王が、還俗する前に門主を務めていた青蓮院の所在地である洛東粟田口にちなむ。粟田侯爵家は日本で最後に創設された侯爵家であった。
陸軍大尉で終戦を迎える。
1947年（昭和22年）5月3日に日本国憲法が施行され、華族制度が廃止されたため華族の身分を失う。戦後は東京農業大学を卒業して東京都建設局に勤務した。
1950年（昭和25年）、宮内庁長官の田島道治が昭和天皇に拝謁した際に、粟田の夫人の病気のことを話題の一つにした記録が残る。
1956年（昭和31年）より飼育係として上野動物園に入り、ニワトリやヤギなど多くの生き物の飼育を担当。1973年に多摩動物公園に移り、定年まで普及指導係長として務めたのち、公益財団法人馬事文化財団（日本中央競馬会外郭団体）に所属した。
家庭では妻に久江がおり、2人の男子・粟田常一(1953年6月25日生)、粟田彰彦(1955年12月3日生)をもうけた。

## 栄典
位階
- 1940年（昭和15年）10月25日 - 従四位[7]

勲章等
- 1940年（昭和15年）
  - 8月15日 - 紀元二千六百年祝典記念章[8]
  - 10月10日 - 勲一等旭日桐花大綬章[7]
  - 10月25日 - 侯爵[7]